# Hypargyra albilateralis
Hypargyra albilateralis är en skalbaggsart som först beskrevs av Edgar von Harold 1880.  Hypargyra albilateralis ingår i släktet Hypargyra och familjen långhorningar. Inga underarter finns listade i Catalogue of Life.